# 愛さずにいられない
『愛さずにいられない』（あいさずにいられない）は、1991年10月16日から同年12月25日まで、日本テレビ系で毎週水曜22:00 ‐ 22:52 (JST) に放送されていた日本のテレビドラマ。主演は吉田栄作。全11回。

## あらすじ
短大卒業後、企業の受付嬢をしていた二宮友子は、パーティーで大野勇気と12年ぶりに再会。父、大野茂男が社長を務める大野建設の企画部長である勇気は、次期社長のポストを約束されていた。勇気は友子にプロポーズの後、12年前、夏を共に過ごした水木勉と引き合わせる。しかし友子と勉は中学校の同級生同士でもあり、そして昨年まで交際していたのだった。
勉は小学生のころに八ヶ岳で不良中学生から友子を守ったことがあり、その場にいながら何もできずにいた勇気は、長年にわたり、勉に憧れと負い目を抱いていた。友子の母、幸は友子と勉の仲を壊し、勇気と結婚させようとするが、大野家では友子が母子家庭で育ったことを理由に反対する。
勇気の妹・渚との確執。勉の夢である八ヶ岳のログハウスの住人たちとの交流。さまざまな愛憎と秘密を巻き込み、ストーリーは猛烈に展開する。

## キャスト
- 水木勉：吉田栄作、菅原剛（幼少時）
  - 1969年生まれ。2歳の頃、母の鹿乃子が家を出る形で両親が離婚。山梨県長坂町にて少年時代を過ごし、中学生の頃は硬派な性格で通していた。17歳で父が病死。借金の清算で家を手放し、高校を中退し上京。その数年後に再会した友子と交際するが、母が友子の父と駆け落ちした過去と母似の容姿を理由に幸から嫌悪される。思慮の浅さと見栄っ張りで粗野な面もみられるが、豪放で心優しい性格。最終回では斉藤への憎悪を爆発させ､拳銃を発砲。一旦、八ヶ岳に戻り、仲間達とクリスマスを祝った後、追って来た警察の前でホールドアップをし、柳田に友子らを託した（この場面はノベライズ版には記載されていない）。
- 二宮友子：財前直見、榎本夕希（幼少時）
  - 1966年1月生まれ。出生名は渡辺友子。2歳の頃に両親が離婚。小学6年生の夏、勇気と勉に出会う。同町内在住の勉とは中学で同級生となるが、在学中の交流はなく、交際を開始したのは20代前半。容姿は父親似らしい。穏やかな性格だが、恋愛などに関しては優柔不断な言動が見受けられ、勉と勇気の間を揺れ動いた事から、様々なトラブルを引き起こしてしまう。ノベライズ版では勇気の死の直後、勉の子を妊娠していると伝える。
- 大野勇気：東幹久、福原学（幼少時）
  - 1965年度生まれ。大野建設の後継者。幼少期に実母と死別している。小学生の頃、別荘へ出掛けた際に知り合った友子と数年後にパーティで再会。結婚を前提に交際するが、周囲の陰謀と自身の脆さからトラブルに巻き込まれ、次第に壊滅的になってゆく。息子の死後、不仲になった友子が家を出たことからアルコール使用障害、そして中毒症にかかり、強制入院させられることになる。小学生の頃から勉に対して、コンプレックスを抱き続けていたが克服。友子に対して離婚届を郵送した直後に死亡。有名ピアニストのもとでピアノを習っていたことを活かし、ピアノバーの演奏者をしたこともある。
- 大野茂男：宝田明
  - 勇気の父で大野建設の社長。三回以上の婚歴に加え、渚の母との婚姻中に幸とも不倫関係だった時期がある。勇気と友子の交際を反対し、香織との政略結婚を勧めていた。のちに自分に背いたとして勇気を勘当するが、彼の逮捕を知り、佐伯に保釈金を用意させた直後に急逝。
- 大野愛子：銀粉蝶
  - 茂男の三度目の妻で、勇気と渚の義母。冷淡で体裁を気にする性格。茂男の死、勇気と友子の結婚に伴い、郊外のリゾートマンションへ転居。
- 二宮幸：野際陽子
  - 友子の母。1936年1月24日生まれ。美大の同級生、渡辺和樹との間に友子が生まれるが離婚。長坂町の工場で働いたりしながら､女手ひとつで友子を育てた。友子の高校卒業・短大進学と同時に上京。そこで大野茂男と知り合い、不倫関係になったこともある。勇気と友子を結婚させようと躍起になったり、茂男から慰謝料代わりに譲渡された画廊を経営する等、活動的な性格だったが、度重なるショックに加え、若年性アルツハイマーを発症。次第に記憶が薄れた末に入院を経て死亡。
- 大野渚：田村英里子
  - 大野家の長女で、登場時には大学生1年生。両親が多忙だったこともあり、異母兄弟として育った勇気を慕う。家柄を鼻に掛け、友子をからかうなど派手で高慢な言動が見られたが、父の死後に出生の秘密が発覚（時期は不明だが、実母とは死別している）。美人で人気が高いが、同世代の男のコでは物足りず、勉と交際したり、勇気に対して兄妹以上の感情を持ったこともある。キャバクラ嬢へ転身後、次第に周囲への気遣いを持つ様になり、それまで憎悪していた香織と協力。事件を解決へと導いた後、佐伯と共に没落した大野家の再建・競売に掛けられた家の買い戻しを誓う。O型。
- 斉藤大三郎：平泉成
  - ゼネコンを始め、ラブホテル・風俗・リゾートなどさまざまな事業を展開する「山水」の会長。政界へも強大な影響力を持つが、成り上がり者ということにコンプレックスを抱いていて、老舗である大野建設の買収を始め、悪事を重ねてゆく。派手な性格で権力主義者だが、娘である香織への愛情は本物。のちに弄んだ渚から報復を受け、贈収賄が発覚し逮捕。連行中に勉から発砲され、負傷。
- 斉藤香織：千堂あきほ
  - 斉藤の娘。服飾デザイナーとしても活躍している。勇気と政略結婚の予定だったが破綻した腹いせなどから、父と共に大野建設等を破滅へと追い込んでゆく。冷酷な性格だが、次第に勉に感心を抱くようになり、窮地に立たされた勉を救う為、渚と協力し、父の不正を暴いた直後に死亡。
- 佐伯真一：島崎俊郎
  - 大野建設秘書（父から受け継ぐ形で就いている）。大野建設の破綻に伴い、転職後も勇気を心配し、勉に相談を持ちかけたり、渚と共に再建を誓うなど忠実で心優しい性格。一時期、密かに友子に心惹かれていた。1955年生まれ。
- 竹中真央：小田茜
  - ログハウス制作主催者である竹中雄二の娘。母の死後、父達を手伝っている。趣味はお菓子作りで、完成したログハウス等での販売を夢見る。1975年度生まれで登場時は中学生だった。
- 三浦敦:神田利則
  - ログハウス制作メンバーで元暴走族。千絵に恋心を抱き、親密になっていく。
- 川口千絵：川嶋朋子
  - ログハウス制作メンバー。不登校・高校在学中に両親が事業の失敗を理由に心中などの過去を持つ。勉に憧れたこともあったが、次第に敦に心惹かれ、交際を開始する。のちに斉藤の仕向けた地上げ屋からの嫌がらせによる被害を受ける。登場時は18歳で渚と同い年。
- 柳田：戸田研一郎
  - ログハウス製作メンバー。友人として勉とバイク便の事業をしていたこともあるが、優子と結婚後、東京で居酒屋を開業。のちに勉と友子を匿う。軽薄な印象だが、勉の最大の理解者となる。
- 柳田（花井）優子：胡桃沢ひろこ
  - 友子とは同期入社で、一緒に受付に配属されていた。派手な性格のボディコンギャルで、御曹司との出会いを夢見ていたが、柳田と結婚後は居酒屋のおかみに落ち着く。

## スタッフ
- プロデューサー：水田伸生（NTV）、楠田泰之、和田豊彦
- 演出：佐藤東弥、中島悟、飯塚正彦
- 脚本：川瀬洋美、林誠人
- 音楽：梁邦彦
- 技術協力：NTV映像センター、東通
- 製作：アベクカンパニー、ニューウェーヴ　日本テレビ

## 主題歌
- 吉田栄作「もしも君じゃなきゃ」[1]

## サブタイトル
1. 君を誰にも渡さない!
2. 奪ってみせる!きみのすべてを
3. 私の中に、あなたの子供がいるの!
4. 死ぬまで君を諦めない!
5. 自殺!政略結婚!人生の危機
6. 答えてくれ!子供の父親の名を
7. さようなら…これでお別れだ
8. 死なせない!俺を裏切ったまま
9. やり直そう、最初から何もかも
10. 死んでくれ!俺と一緒に…
11. 君に誓う!友の死に賭けて…